# تاشتروپ
تاشتروپ (به آلمانی: Tastrup) یک شهر در آلمان است که در اشلسویگ-فلنسبورگ واقع شده‌است. تاشتروپ ۴۴۸ نفر جمعیت دارد.